# Pallanuoto Acicastello
Le Sporting Club Pallanuoto Acicastello est un club italien de water-polo de Aci Castello, en Sicile.

## Historique
Le club est fondé en 1958.